# Gron (Yonne)
Gron ist eine französische Gemeinde mit 1.260 Einwohnern (Stand: 1. Januar 2022) im Département Yonne in der Region Bourgogne-Franche-Comté. Sie gehört zum Arrondissement Sens und zum Kanton Sens-2. Die Einwohner werden Gronois genannt.

## Geographie
Gron liegt am Fluss Yonne, der die Gemeinde im Nordosten begrenzt, etwa vier Kilometer südsüdwestlich des Stadtzentrums von Sens. Umgeben wird Gron von den Nachbargemeinden Sens im Norden und Nordosten, Rosoy im Osten, Étigny im Südosten, Marsangy im Süden, Égriselles-le-Bocage im Südwesten, Collemiers im Westen sowie Paron im Nordwesten.

## Bevölkerungsentwicklung
| Jahr                      | 1881 | 1962 | 1968 | 1975 | 1982 | 1990 | 1999 | 2006 | 2013 |
| Einwohner                 | 679  | 565  | 602  | 540  | 660  | 918  | 1118 | 1207 | 1238 |
| Quelle: Cassini und INSEE |      |      |      |      |      |      |      |      |      |

## Sehenswürdigkeiten

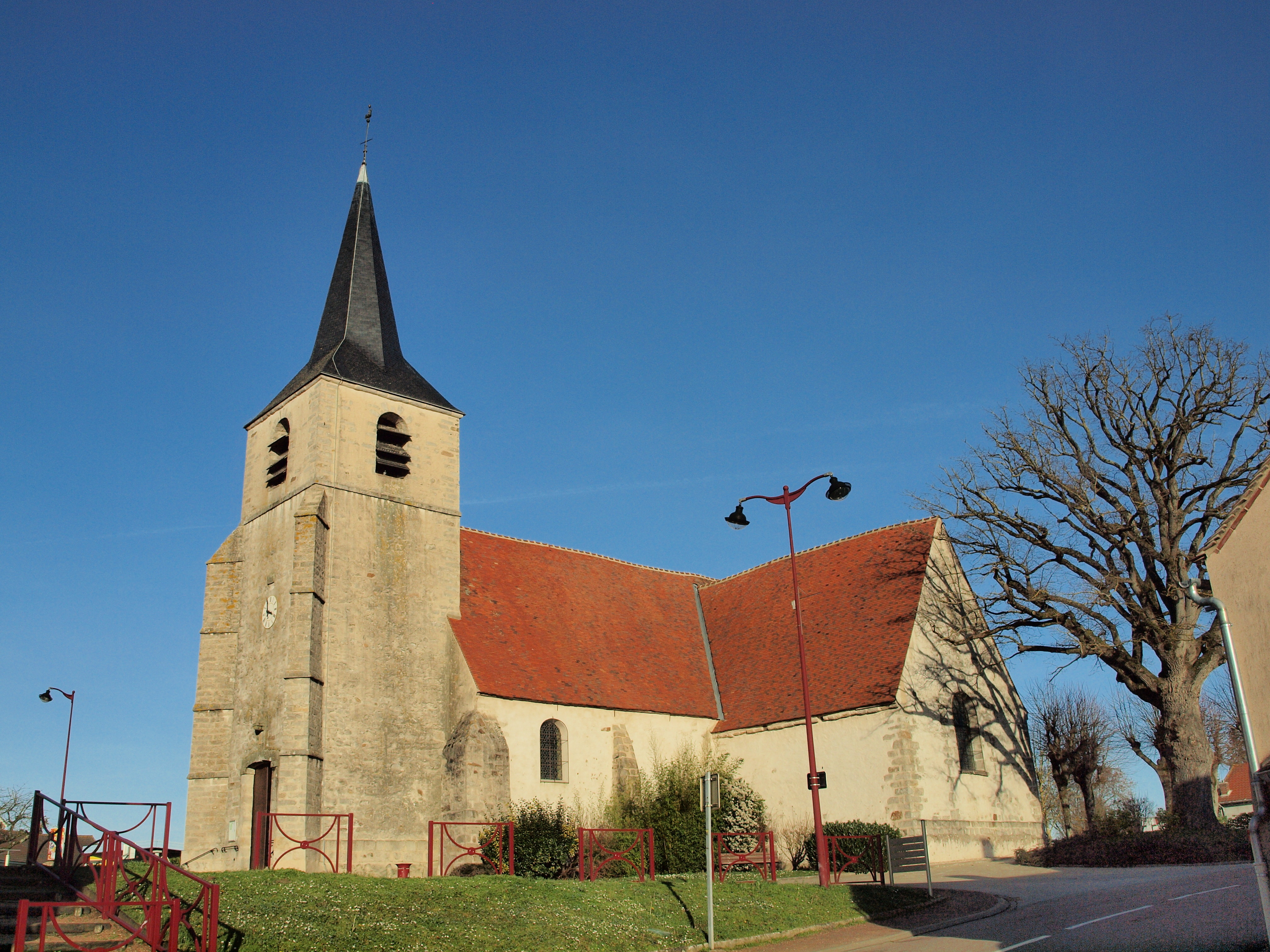
Kirche Saint-Germain

- Kirche Saint-Germain

## Gemeindepartnerschaft
Mit der malischen Gemeinde Gory in der Region Kayes besteht eine Partnerschaft.